# تپه زیر قبرستان
تپه زیر قبرستان مربوط به دوران پیش از تاریخ ایران باستان است و در شهرستان هرسین، روستای کل کش وند واقع شده و این اثر در تاریخ ۱۰ دی ۱۳۸۱ با شمارهٔ ثبت ۶۹۹۲ به‌عنوان یکی از آثار ملی ایران به ثبت رسیده است.